# Hannover Regents
Die Hannover Regents sind die Baseball- und Softballabteilung innerhalb des Turn- und Sportvereins Vahrenwald 08 e. V. aus Hannover. Die Regents wurden 1984 gegründet und bestehen aus drei Herrenmannschaften, einer Damensoftballmannschaft, sowie mehreren Nachwuchsmannschaften.

## Geschichte
Zwischen 1987 und 1994 spielten die Regents in der 2. Bundesliga Nord, in der 1994 mit der Meisterschaft der Aufstieg gelang. Auf den direkten Wiederabstieg folgte der Abstieg in die Verbandsliga. Zwischen 1998 und 2005 pendelte die Mannschaft zwischen der Regionalliga und der Verbandsliga, bis 2005 der Aufstieg in die 2. Bundesliga und 2006 der Durchmarsch in die 1. Bundesliga gelang. 
Nach dem siebten und vorletzten Platz in der regulären Runde standen die Regents 2008 in den Playdowns der Bundesliga Nord. Dort wurden sie erneut Vorletzte und mussten die Relegationsspiele gegen den Zweiten der Aufstiegsrunde austragen. Die Regents zogen allerdings ihre Mannschaft für 2009 aus dem Bundesliga-Spielbetrieb ab, obwohl das erste Relegationsspiel einer Best-of-Three-Serie gegen die Dohren Wild Farmers gewonnen wurde.
Aus der Verbandsliga erfolgte 2009 der direkte Aufstieg in die Regionalliga und 2011 der Aufstieg in die 2. Bundesliga. 2012 und 2013 gelang die sportliche Qualifikation für die 1. Bundesliga, es erfolgte aber 2012 freiwillig und 2013 aufgrund von nicht erfüllten Lizenzkriterien kein Aufstieg. Nach dem Aufstieg in die 1. Bundesliga 2014 gelang der Klassenerhalt in den Play-downs. Nach weiteren sportlichen Klassenerhalten 2015 und 2016 stiegen die Regents freiwillig in 2. Bundesliga ab.

## Erfolge
Zu den größten Erfolgen des Vereins gehören die dreimaligen Aufstiege der ersten Herrenmannschaft in die erste Bundesliga in den Jahren 1995, 2006 und 2014. Zudem wurden Herren und Damen bereits mehrfach NBSV-Pokalsieger und Niedersachsenmeister.
Die Jugendmannschaften der Hannover Regents waren mehrfach Titelträger bei niedersächsischen und norddeutschen Meisterschaften.